# 9566 Rykhlova
9566 Rykhlova è un asteroide della fascia principale. Scoperto nel 1987, presenta un'orbita caratterizzata da un semiasse maggiore pari a 2,3601796 UA e da un'eccentricità di 0,2491189, inclinata di 3,53791° rispetto all'eclittica.